# Rudka (powiat łosicki)
Rudka – wieś sołecka w Polsce położona w województwie mazowieckim, w powiecie łosickim, w gminie Stara Kornica. 
Miejscowość leży przy drodze wojewódzkiej nr 698 (Siedlce – Terespol) w odległości 13 km na wschód od Łosic i 6 km na zachód od Starej Kornicy.
W roku 1969 została założona w Rudce jednostka Ochotniczej Straży Pożarnej, od 2000 roku włączona do Krajowego Systemu Ratowniczo – Gaśniczego. W 2010 roku OSP Rudka została Mistrzem Województwa Mazowieckiego w Zawodach Wojewódzkich OSP w Kozienicach. Od roku 2013 działa także żeńska drużyna strażacka.
W latach 1975–1998 miejscowość należała administracyjnie do województwa bialskopodlaskiego.
Wierni Kościoła rzymskokatolickiego należą do parafii Niepokalanego Poczęcia NMP w Starej Kornicy.